# Дан устанка народа Хрватске
Дан устанка народа Хрватске је био републички празник у Социјалистичкој Републици Хрватској, који се прослављао 27. јула.
Дан устанка, обележавао је годишњицу оружане акције личких герилских одреда на Срб, 27. јула 1941. године. Тог дана лички герилски одреди и народа из околине Доњег Лапца, напали су и заузели усташко-жандармеријску станицу у Србу, разрушили железничку пругу Книн-Дрвар и уништили одред усташа код Српског кланца. После ове акције устанак се проширио на читаву Лику и Кордун, а убрзо је захватио и друге делове Хрватске.
Одлуку о одређивању 27. јула за Дан устанка народа Хрватске донело је Земаљско антифашистичко веће народног ослобођења Хрватске, августа 1945. године. Овај празник прослављао се на читавој територији Хрватске, а посебно у устаничким крајевима - Лици, Банији и Кордуну. После распада СФРЈ, 1991. године, овај празник је укинут, а уместо њега у Хрватској се 22. јуна прославља Дан антифашистичке борбе, у знак сећања на 22. јун 1941. године када је у околини Сиска формиран Сисачки партизански одред.
Током рата у Хрватској, августа 1995. године, припадници хрватске војске су порушили споменик „Устанку народа Хрватске“ у Србу, изграђен 1951. године. Споменик је 2010. године обновила Влада Хрватске, на иницијативу Српског народног већа.